# Kéked
Kéked là một thị trấn thuộc hạt Borsod-Abaúj-Zemplén, Hungary. Thị trấn này có diện tích 13,05 km², dân số năm 2010 là 183 người, mật độ 14 người/km².